# Val-de-Virieu
Val-de-Virieu – gmina we Francji, w regionie Owernia-Rodan-Alpy, w departamencie Isère. W 2013 roku liczba ludności wynosiła 1582 mieszkańców. 
Gmina została utworzona 1 stycznia 2019 roku z połączenia dwóch ówczesnych gmin: Panissage oraz Virieu. Siedzibą gminy została miejscowość Virieu. 